# NLL sezon 2006
Sezon rozpoczął się 30 grudnia 2005 roku, a zakończył 13 maja 2006 roku. W tym sezonie zespół Anaheim Storm wycofał się z rozgrywek, a przystąpiły zespoły Edmonton Rush i Portland LumberJax. Podczas meczu All-Star Game zespół zachodu pokonał wschód 14 - 13. Ten sezon był jubileuszowym dwudziestym sezonem w historii ligi zawodowej ligi lacrosse (licząc sezony EPBLL i MILL). Mistrzem sezonu została drużyna Colorado Mammoth.

## Wyniki sezonu
W – Wygrane, P – Przegrane, PRC – Liczba wygranych meczów w procentach, GZ – Gole zdobyte, GS – Gole stracone
| Kwalifikacja do playoffs |

| Wschodnia Dywizja     |    |   |       |     |     |
| Drużyna               | W  | P | PRC   | GZ  | GS  |
| Buffalo Bandits       | 11 | 5 | 0.688 | 193 | 167 |
| Rochester Knighthawks | 9  | 7 | 0.563 | 196 | 180 |
| Toronto Rock          | 8  | 8 | 0.500 | 182 | 179 |
| Minnesota Swarm       | 8  | 8 | 0.500 | 158 | 171 |
| Philadelphia Wings    | 8  | 8 | 0.500 | 184 | 184 |

| Zachodnia Dywizja  |    |    |       |     |     |
| Drużyna            | W  | P  | PRC   | GZ  | GS  |
| Portland LumberJax | 11 | 5  | 0.688 | 188 | 177 |
| Colorado Mammoth   | 10 | 6  | 0.625 | 200 | 172 |
| Calgary Roughnecks | 9  | 7  | 0.563 | 183 | 178 |
| Arizona Sting      | 8  | 8  | 0.500 | 198 | 199 |
| San Jose Stealth   | 5  | 11 | 0.313 | 151 | 174 |
| Edmonton Rush      | 1  | 15 | 0.063 | 150 | 202 |

### Playoffs

#### Półfinały Dywizji
- Calgary Roughnecks 17 – Colorado Mammoth 18
- Rochester Knighthawks 16 – Toronto Rock 8
- Portland LumberJax 11 – Arizona Sting 14
- Buffalo Bandits 11 – Minnesota Swarm 10

#### Finały Dywizji
- Arizona Sting 12 – Colorado Mammoth 13
- Buffalo Bandits 15 – Rochester Knighthawks 10

### Finał
- Colorado Mammoth 16 – Buffalo Bandits 9

## Nagrody
| Nagroda                        | Zwycięzca       | Drużyna               |
| ------------------------------ | --------------- | --------------------- |
| MVP sezonu                     | Steve Dietrich  | Buffalo Bandits       |
| Najlepszy debiutant sezonu     | Brodie Merrill  | Portland LumberJax    |
| Trener sezonu                  | Derek Keenan    | Portland LumberJax    |
| MVP meczu finałowego           | Gavin Prout     | Colorado Mammoth      |
| Najlepszy strzelec (54 bramki) | John Grant, Jr. | Rochester Knighthawks |